# Hypsioma dejeanii
Hypsioma dejeanii là một loài bọ cánh cứng trong họ Cerambycidae.